# 191
191（一百九十一）是190與192之間的自然數。

## 在數學中
- 第43個質數。前一個為181、下一個為193。
  - 第14對孿生質數，為（191、 193）。
  - 回文素数
  - 陳質數
  - 強質數
  - 瓦格斯塔夫質數
  - 愛森斯坦質數
  - 索菲熱爾曼質數
  - 高斯質數之一。
- 第89個十进制的等數位數。前一個為189、下一個為192。

## 在人類文化中
- 達美航空191號班機
- 美國航空191號班機空難是九一一恐怖襲擊事件前傷亡最慘重的空難
- 191街車站是美國紐約IRT百老匯-第七大道線線上的一個車站
- 神奇寶貝超世代共191集
- 2004年3月11日，西班牙馬德里市郊的4列火車遭到恐怖分子背包炸彈的襲擊，共造成191人死亡，2050人受傷
- 遠望一號是中國第一代綜合性的太空航行監控船，長191公尺
- C-5運輸機的推力為191KN

## 在科學中
- 穆斯堡尔使用191Os（锇）晶体作射线放射源，用191Ir（铱）晶体作吸收体，于1958年首次在实验上实现了原子核的无反冲共振吸收（穆斯堡爾效應）

## 在天文中
- NGC 191 是鯨魚座的一個星系
- 3C 191 是一個位在巨蟹座的類星體
- 卡普坦星也稱為GJ 191
- 飛馬座IK也稱為WD 2124+191
- 墳墓一的自行運動RA為191角分／年

## 在其他領域中
- 西元191年和前191年
- PCX是一種影像檔格式，一個色盤可以將最常出現的色彩放置於色盤索引編號的0至191的位置
- 倒問號（¿）為Unicode字元191